# 漳河郡
漳河郡，中国隋朝时设置的郡。
开皇初年置，治所在长芦县（今河北省沧州市西）。辖境相当今河北省沧州市一带。开皇三年（583年）废入沧州。 